# Românii din Australia
Românii au fost înregistrați în Australia pentru prima dată în urmă cu mai bine de 80 de ani, fiind emigrați pentru muncă în căutarea unui statut economic mai prosper, sau ca misionari. Primul val de emigranți români în Australia s-a înregistrat după Al Doilea Război Mondial, când România se confrunta cu grave probleme economice și politice. Românii care au emigrat atunci în Australia s-au stabilit în principal în zonele din jurul orașelor Sydney, Melbourne și Brisbane. 
Recensământul din 1947 a înregistrat 493 de persoane născute în România care trăiau în Australia, în timp ce Recensământul din 1954 a arătat o creștere la 3.314. Dimensiunea populației născute în România a rămas destul de constantă până în 1976, când Recensământul a evidențiat 4.612 persoane. Numărul persoanelor din Australia născute în România aproape s-a dublat în următorul deceniu, atingând valoarea de 8.114 persoane în 1986.
Al doilea val de emigrare a românilor pe continentul australian a început după Revoluția română din 1989, după căderea regimului comunist, când cetățenii au primit dreptul de a părăsi România. Potrivit recensămintelor succesive, numărul românilor născuți în Australia a crescut la 11.330 în 1991, apoi la 12.280 în 1996, la 13.880 în 2006 și la 14.051 în 2011.
În rândul populației născute în România și emigrate în Australia poate fi găsită o gamă diversă de origini etnice, inclusiv romi, germani, maghiari, sârbi, ruși, greci, evrei, turci și bulgari.

## Istoric
Printre primii români care s-au stabilit în Australia s-a numărat Vasile Teodorescu, născut la Galați în 1853, fiul unui preot ortodox. El și-a schimbat numele în Theodore după ce s-a naturalizat în 1886. Fiul său, Edward Granville Theodore[en] a devenit premier al Queensland din 1919 până în 1925 și apoi trezorier și viceprim-ministru în Guvernul Laburist Scullin din 1929.

## Demografie
Conform Recensământului din 2016, din punct de vedere al descendenței, cei 24.558 de români din Australia au declarat că părinții lor au fost români (11.970 persoane, 76,2%), unguri (1.496 persoane, 9,5%), germani (532 persoane, 3,4%), greci (1,4%) și de alte naționalități (9,5%).
Conform Recensământului din 2021, din punct de vedere al descendenței, cei 15.268 de australieni născuți în România au declarat că părinții lor au fost români (12.649 persoane, 82,8%), unguri (1.525 persoane, 10,0%), germani (492 persoane, 3,2%), greci (237 persoane, 1,6%) și de alte naționalități (223 persoane, 1,5%).
În 2021, cele mai mari comunități de româno-australieni se găseau în Melbourne (5.221 persoane), Sydney (3.128 persoane) și Brisbane (1.912 persoane).
Conform Recensământului din 2006, în rândul persoanelor născute în România, împărțirea religioasă a fost următoarea: 80,6% creștinism, 5,8% fără religie sau ateism, 4,4% iudaism, 3,0% alte religii și 5,6% nu au răspuns la întrebare.
Conform Recensământului din 2021, din punct de vedere al credinței religioase, cei 15.268 de australieni născuți în România s-au declarat creștini ortodocși (4.680 persoane, 30,7%), creștini (2.703 persoane, 17,7%), catolici (1.348 persoane, 8,8%), penticostali (993 persoane, 6,5%) și fără religie (2.543 persoane, 16,7%).

## Români australieni de seamă
- Victor Albert Bailey[en], fizician (mama sa a fost româncă)
- Traian V. Chirilă, chimist[8]
- Carin Clonda[en], jucător de squash (tatăl său a fost român)
- Greg Conescu[en], jucător de rugby
- Daniela Costian, sportivă, medaliată olimpică cu bronz[9]
- Andrew Ilie[en], jucător de tenis de câmp[10]
- Daniel Ioniță[en], poet[11]
- Lucy Kiraly[en], model și prezentatoare TV[12]
- Ted Theodore[en], al 12-lea Trezorier al Australiei (tatăl său a fost român)[13]
- Anthony Fisher[en], prelat, arhiepiscop de Sydney[14]
- Hagi Gligor[en], jucător de fotbal (tatăl său a fost român)[15][16]
- Raimond Gaita[en], filozof și scriitor (tatăl său a fost român)[17][18]
- Daniela Nuțu-Gajić, jucătoare de șah
- Ajdin Hrustic[en], jucător de fotbal (mama sa a fost româncă)[19]
- Lance Picioane[en], jucător de fotbal australian (tatăl său a fost român)[20]
- Ion Popa[en], canotor
- Rosemary Popa[en], canotoare (fiica lui Ion Popa)
- Julian Savulescu, filozof și bioetician
- Lauren Mitchell[en], gimnastă (mama sa a fost româncă)
- Mirka Mora[en], artistă vizuală (mama sa a fost româncă)[21]
- Aida Tomescu[en], artistă vizuală[22]
- Xonia, cântăreață[23]
- Edmond Lupancu[en], jucător de fotbal
- Lucian Boz, scriitor